# Xã Jefferson, Quận Izard, Arkansas
Xã Jefferson (tiếng Anh: Jefferson Township) là một xã thuộc quận Izard, tiểu bang Arkansas, Hoa Kỳ. Năm 2010, dân số của xã này là 2.293 người.